# Рашкович, Йован
Йован Рашкович (серб. Јован Рашковић; 5 июля 1929, Книн — 28 июля 1992, Белград) — сербский политик, психиатр по профессии. Был лидером сербских автономистов в Хорватии, основал Сербскую демократическую партию.

## Биография
Родился в Книне 5 июля 1929 года. Там его семья жила вплоть до Второй мировой войны, когда после оккупации Югославии и создания Независимого государства Хорватия его семья была вынуждена бежать в Кистанье из-за террора со стороны хорватских усташей. Кистанье находилось в итальянской зоне оккупации, где усташам не позволялось массово уничтожать людей. После войны вернувшись в Книн, окончил гимназию и своё образование продолжил в Загребе. В 1956 году окончил медицинский факультет, а в 1962 году сдал экзамены по нейропсихиатрии. Докторскую диссертацию защитил в 1975 году.
С 1959 по 1961 год был главой Общей больницы в Шибенике, а затем до 1962 года директором новосозданного медицинского центра там же. Занимаясь нейрофизиологией, принял участие в создании Института клинической нейрофизиологии на медицинском факультете в Любляне. В его рамках позднее занимался научными исследованиями. Был академиком Сербской академии наук и искусств, профессором университетов Загреба и Любляны, членом содружеств психиатров Италии и Чехословакии, главой Центра научно-исследовательских работ больницы «Свети Сава» в Белграде и т. д.

## Общественно-политическая деятельность
В 1990 году основал Сербскую демократическую партию и фактически стал сербским лидером в Хорватии. Рашкович выступал за компромисс с националистическими хорватскими властями. Он утверждал, что сербский народ равноправен с хорватским и хочет жить в демократической Хорватии при условии получения автономии. Однако хорватские власти отказались от какого-либо компромисса с сербским населением республики. Это определо радикализацию сербов Хорватии, которых с августа 1990 года возглавил Милан Бабич. Рашкович оказался отвергнут своими прежними сторонниками и уехал в Белград, где 28 июля 1992 года скончался от сердечного приступа.